# CD Santa Clara
Clube Desportivo Santa Clara je portugalský fotbalový klub, který sídlí v Santa Claře, která je předměstím Ponty Delgady, hlavního města souostroví Azory. Byl založen v roce 1927, hraje na stadionu Estádio de São Miguel, klubové barvy jsou červená a bílá. Je jediným azorským týmem, jemuž se podařilo postoupit do portugalské nejvyšší soutěže, kde odehrál tři sezóny: 1999/00 skončil na 18. místě, 2001/02 na 14. místě a 2002/03 na 17. místě. Počtvrté postoupil do ligy v roce 2018. Zúčastnil se Poháru Intertoto 2002, kde v prvním kole vyřadil arménský FC Širak Gjumri po výsledcích 2:0 doma a 3:3 venku, ve druhém kole vypadl s FK Teplice, kterému podlehl doma 1:4 a venku 1:5. V domácím poháru bylo jeho nejlepším výsledkem osmifinále v sezóně 2008/09. Mezi odchovance klubu patří bývalý portugalský reprezentant Pauleta.